# حرب كاري (رواية)
حرب كاري (بالإنجليزية: Carrie's War)‏ هي رواية أطفال للكاتبة الإنجليزية نينا بودن، نشرت عام 1973، لأول مرة عن دار نشر فيكتور غولانس.